# Olympische Sommerspiele 2016/Radsport – Mountainbike (Frauen)
Das Mountainbike-Rennen der Frauen bei den Olympischen Spielen 2016 in Rio de Janeiro fand am 21. August 2016 im Centro Olímpico de Mountain Bike statt.
Der Kurs war 29,67 Kilometer lang, insgesamt mussten sechs Runden mit einer Länge von jeweils 4,85 Kilometer absolviert werden.
Olympiasiegerin wurde Jenny Rissveds aus Schweden, Silber ging an die Polin Maja Włoszczowska und die Bronzemedaille gewann Catharine Pendrel aus Kanada, die zwei Sekunden schneller war als ihre Landsfrau Emily Batty.

## Ergebnis
20. August 2016, 12:30 Uhr (15:30 MEZ)
| Platz                  | Athlet                 | Nation              | Zeit (h) |
| ---------------------- | ---------------------- | ------------------- | -------- |
| 1                      | Jenny Rissveds         | Schweden            | 1:30:15  |
| 2                      | Maja Włoszczowska      | Polen               | 1:30:52  |
| 3                      | Catharine Pendrel      | Kanada              | 1:31:41  |
| 4                      | Emily Batty            | Kanada              | 1:31:43  |
| 5                      | Kateřina Nash          | Tschechien          | 1:32:25  |
| 6                      | Jolanda Neff           | Schweiz             | 1:32:43  |
| 7                      | Lea Davison            | Vereinigte Staaten  | 1:33:27  |
| 8                      | Linda Indergand        | Schweiz             | 1:33:27  |
| 9                      | Jana Belomoina         | Ukraine             | 1:33:28  |
| 10                     | Gunn-Rita Dahle Flesjå | Norwegen            | 1:33:34  |
| 11                     | Annika Langvad         | Dänemark            | 1:33:48  |
| 12                     | Helen Grobert          | Deutschland         | 1:34:08  |
| 13                     | Tanja Žakelj           | Slowenien           | 1:35:17  |
| 14                     | Chloe Woodruff         | Vereinigte Staaten  | 1:36:17  |
| 15                     | Anne Terpstra          | Niederlande         | 1:36:33  |
| 16                     | Daniela Campuzano      | Mexiko              | 1:36:33  |
| 17                     | Irina Kalentieva       | Russland            | 1:36:54  |
| 18                     | Eva Lechner            | Italien             | 1:38:45  |
| 19                     | Sabine Spitz           | Deutschland         | 1:39:16  |
| 20                     | Raiza Goulão           | Brasilien           | 1:39:21  |
| 21                     | Githa Michiels         | Belgien             | 1:40:23  |
| 22                     | Iryna Popova           | Ukraine             | 1:41:29  |
| 23                     | Perrine Clauzel        | Frankreich          | 1:42:23  |
| 24                     | Yao Ping               | Volksrepublik China | 1:43:20  |
|                        | Rebecca Henderson      | Australien          | LAP      |
| Michelle Vorster       | Namibia                | LAP                 |          |
| Jovana Crnogorac       | Serbien                | LAP                 |          |
| Francelina Cabral      | Osttimor               | LAP                 |          |
| Pauline Ferrand-Prévot | Frankreich             | DNF                 |          |